# Spindlerbrunnen
Der Spindlerbrunnen ist eine Brunnenanlage auf dem Spittelmarkt in Berlin-Mitte. Er entstand Ende des 19. Jahrhunderts und wechselte im Laufe der Jahre mehrfach seinen Standort.

## Beschreibung der Anlage
Der Brunnenstock ist ein in Anlehnung an Renaissancevorbilder gestalteter, zweistufiger Schalenbrunnen. Das Material ist schwedischer roséfarbener Granit. Einschließlich Sockel hat er eine Gesamthöhe von 6,50 Meter.
Das Wasser tritt an der Spitze nach oben aus, fließt dann von der oberen Schale in die untere und dann weiter in das runde Brunnenbecken. Die obere Schale misst 3 Meter im Durchmesser, die untere 4 Meter. Sie wurden aus jeweils einem Stück Granit hergestellt. Das Brunnenbecken hat einen Durchmesser von 10 Meter.
Das Gesamtgewicht des Brunnens beträgt 50 Tonnen. Die untere Schale wiegt 12 Tonnen, die obere 7 Tonnen.
In seinem Kreislauf werden 5.000 Liter Wasser bewegt, wovon durch Verdunstung pro Tag etwa 30 bis 40 Liter verloren gehen.

## Geschichte
Carl Spindler, Leiter der Firma W. Spindler in Berlin-Spindlersfeld, stiftete den Brunnen 1891 der Stadt Berlin zur Erinnerung an seinen Vater Wilhelm Spindler, den Gründer der nach ihm benannten Firma. Die Firma hatte in der Nähe des Spittelmarktes in der Wallstraße 9–13 ihren Ursprung.
Das Architektenduo Kyllmann & Heyden, bestehend aus Walter Kyllmann, Wilhelm Spindlers Schwiegersohn, und Adolf Heyden, entwarf den Brunnen. Die Schleifarbeiten wurden von der Marmorschleiferei M. L. Schleicher in der Lehrter Straße ausgeführt.
Für die in den 1920er Jahren großzügig geplante Neugestaltung des Spittelmarktes und seiner Umgebung ließ der Magistrat von Berlin den Brunnen 1927 abbauen und im Volkspark Köpenick gegenüber dem Krankenhaus Köpenick neu aufstellen. Als im Berliner Stadtzentrum nach der Beseitigung der Kriegstrümmer intensiv gebaut wurde, restaurierten Fachleute den Springbrunnen. 1981 kam er wieder in die Nähe seines ursprünglichen Standortes auf dem Spittelmarkt zurück, nachdem dieser in den 1970er Jahren umgestaltet worden war.
Ende 1991 musste der Brunnen wegen rissiger Sockelelemente erneut abgebaut und umfangreich rekonstruiert werden, sodass er bis März 1995 wieder nicht auf dem Platz stand. Das Restauratorenteam unter der Leitung des Restaurators im Steinmetz- und Steinbildhauerhandwerk Kai Dräger sowie den Granitsteinmetzen der Firma Löbau-Granit, stellten die Schalenträger komplett neu her. Da der Originalgranit in Schweden nicht mehr abgebaut wurde, mussten sie auf schwedischen Bohus-Granit ausweichen. Die Gesamtkosten der Restaurierungsarbeiten beliefen sich auf 500.000 DM.
Anfang 2005 wurde der Brunnen erneut demontiert, um dem Bau eines Bürogebäudes am Spittelmarkt Platz zu machen. In einem Depot des Straßen- und Grünflächenamtes Mitte in Wedding wurde er gelagert und auf Schäden untersucht.  Ab dem Spätherbst 2007 floss das Wasser am neuen Platz des Brunnens in der Grünanlage Friedrichswerder in der Nähe des alten Standortes wieder. Für die Gestaltung der Grünanlage hatte die Berliner Senatsverwaltung für Stadtentwicklung einen Realisierungswettbewerb ausgeschrieben, an dem sich 35 Landschaftsplaner beteiligten.

## Bedeutung
Der Spindlerbrunnen gilt als „in Qualität und Größe einzigartig in Europa“.
Er ist neben dem Neptunbrunnen vor dem Roten Rathaus und dem Brunnen der Völkerfreundschaft auf dem Alexanderplatz einer der wichtigsten Springbrunnen im Ortsteil Mitte.
Ein stilisiertes Bild des Spindlerbrunnens bildet das Logo der im 21. Jahrhundert gegründeten Stadtteilvertretung Spreeinsel.